# Maunsell-forten

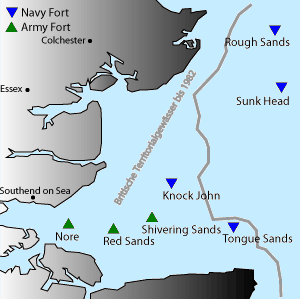
Posities van de Maunsell-forten in de Theemsmonding

De Maunsell-forten (Engels: Maunsell Sea Forts) zijn een groep van zeeforten die tijdens de Tweede Wereldoorlog door het Britse leger voor de Engelse oostkust in de mondingen van de Theems en de Mersey werden gebouwd. De naam is afkomstig van de architect van deze in het oog springende bouwwerken Guy Maunsell.
Niet alle forten zijn bewaard gebleven. Tegenwoordig bestaan alleen Roughs Tower, Red Sands, Shivering Sands en Knock John nog. Het meest bekend is Roughs Tower, aangezien dit fort door een groepering rond Paddy Roy Bates wordt bezet. Bates claimt het sinds 1967 als het onafhankelijk vorstendom Sealand.

## Voorbereidingen

Het afzinken van een Maunsel Navy Fort
1. 15 minuten nadat het ventiel is opengezet neigt de voorzijde van het ponton naar beneden
2. de voorste kamer vult zich met water en zinkt zeer snel naar de zeebodem
3. Het ponton raakt na 20 seconden met veel kracht de zeebodem. Door de buffer wordt de schok afgeremd
4. ca 1 minuut later ligt het gehele ponton op de zeebodem en vullen de andere kamers zich met water.

Maunsell had al aan het begin van de oorlog het idee om zeeforten als kustverdediging te gebruiken en hij legde diverse ontwerpen aan de Britse admiraliteit over. Pas in oktober 1940 kreeg hij echter de concrete opdracht om een nieuw soort zeefort te ontwerpen. Aanleiding hiervoor was de snelle opmars van nazi-Duitsland door Nederland, België, Luxemburg en vervolgens ook door Frankrijk richting de Atlantische, Kanaal- en Noordzeekust. De toenemende luchtaanvallen op Engeland en de scheepvaartroutes, en de dreiging van een invasie vroegen om een permanente kustverdediging. Maunsell ontwierp een met beton versterkt zeewaardig ponton. Eenmaal op de gewenste plaats op zee aangekomen werd de ponton met zeewater gevuld, om hem te laten afzinken naar de zeebodem. In het gedeelte boven water moest een permanente wacht kunnen worden gestationeerd om de Britse kust tegen zee- en luchtaanvallen te beschermen. De werkzaamheden werden gestart onder de noemer: Thames Estuary Special Defence Units (TESDU). Later kregen de verschillende constructies de code Uncle (U) en werden vervolgens doorgenummerd. De volledige benamingen refereren aan de zandbanken waarop de constructies werden geplaatst.

## Maunsell Navy Forts
Maunsell kreeg van de Royal Navy een opdracht voor het ontwerp van vijf verdedigingsplatformen. Hierop moest zwaar afweergeschut worden geplaatst en plaats zijn voor 100 militairen met voorraden voor langer dan een maand. Hun opdracht bestond uit het hinderen van de Luftwaffe bij het afwerpen van zeemijnen op de vaarroutes naar Londen en het rapporteren van alle pogingen daartoe. Van de geplande vijf forten werden er uiteindelijk vier gebouwd. Ieder fort bestond uit een met beton versterkte ponton op de zeebodem met daarop twee holle betoncilinders. Daarbovenop een eenvoudig platform voorzien van twee stuks 3.7"-(94 mm)-MK2c luchtafweergeschut en twee stuks 40mm-Bofors-luchtafweergeschut.
- (U1) Roughs Tower - geplaatst op 11 februari 1942 op de zandbank Rough Sands. - 51° 53′ 40″ NB, 1° 28′ 57″ OL
- (U2) Sunk Head Tower, soms ook gekscherend Churchill One genoemd - geplaatst begin juni 1942 - 51° 46′ 51″ NB, 1° 30′ 21″ OL
- (U3) Tongue Sands - gereed op 17 juni 1942 en 10 dagen later in positie gebracht - 51° 29′ 55″ NB, 1° 22′ 11″ OL
- (U4) Knock John Tower - gereed op 16 juli 1942 en in positie op 1 augustus 1942 - 51° 33′ 42″ NB, 1° 9′ 40″ OL

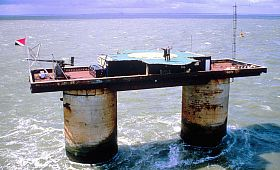
Roughs Tower (Sealand)
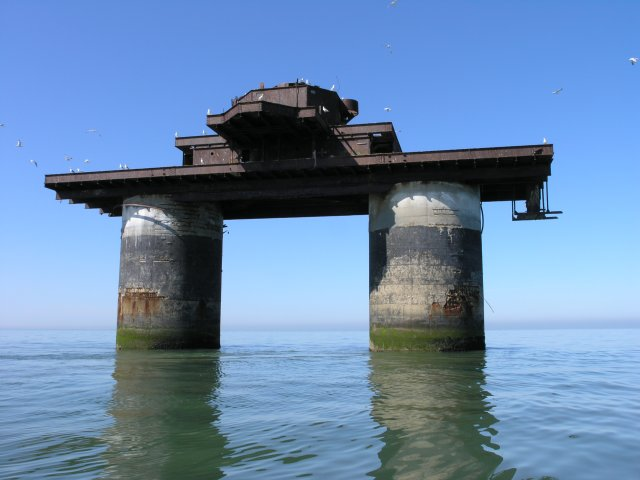
Navy Fort Knock John

## Maunsell Army Forts
Nadat de Navy Forts gereed waren, kreeg Maunsell een nieuwe opdracht. De British Army vroeg hem zes nieuwe constructies te ontwerpen, waarvan er drie in de monding van de Theems en drie in de monding van de Mersey (bij Liverpool) waren gepland. Ze waren bedoeld als verdediging van de scheepswerven tegen Duitse bommenwerpers.
Het opmerkelijke ontwerp bestond voor ieder fort uit zeven torens met twee verdiepingen, die door stalen loopbruggen met elkaar waren verbonden. Een hoofdtoren met radarinstallatie was omgeven door vier torens met MK6-3.7"-kanonnen en een met twee stuks 40mm-Boforsgeschut. Iets verwijderd van de andere torens stond nog een toren met zoeklichten. De forten konden op deze manier op dezelfde wijze opereren als de luchtafweerbatterijen op het land. Een pontonconstructie zoals bij de Navy Forts was in dit geval niet mogelijk aangezien de zandbanken te veel invloed ondervonden van het tij. Maunsell ontwierp daarom een sokkel die beweging van het zand toeliet, zonder dat de positie van de toren te sterk veranderde.
Aanvankelijk was het plan om zeven forten in de Theemsmonding te bouwen, dus 49 torens in totaal. Drie forten zijn daadwerkelijk gebouwd bij de Red Lyon Wharf aan de Theems. De bouwtijd was zo'n acht weken en een toren weegt zo'n 760 ton. De hele toren werd versleept naar de locatie en daar afgezonken. De forten werden tussen augustus 1942 en december 1943 gerealiseerd. De bouwkosten waren £ 724.000. Alle drie staan in water minder dan 30 meter diep. Twee forten staan nog, alleen Nore is gesloopt in tussen 1956 en 1960 vanwege de hinder voor de scheepvaart. Tijdens de oorlog bestond de bezetting van een fort uit 165 à 265 man. Ze bleven vier weken aan boord en kregen dan 10 dagen verlof aan wal.
- (U5) Nore, tussen mei en juli 1943 - 51° 25′ 45″ NB, 0° 50′ 0″ OL
- (U6) Red Sands, tussen juli en november 1943 - 51° 28′ 6″ NB, 0° 59′ 6″ OL
- (U7) Shivering Sands, tussen september en december 1943 - 51° 29′ 57″ NB, 1° 4′ 29″ OL

De forten in de Merseymonding werden later voltooid.

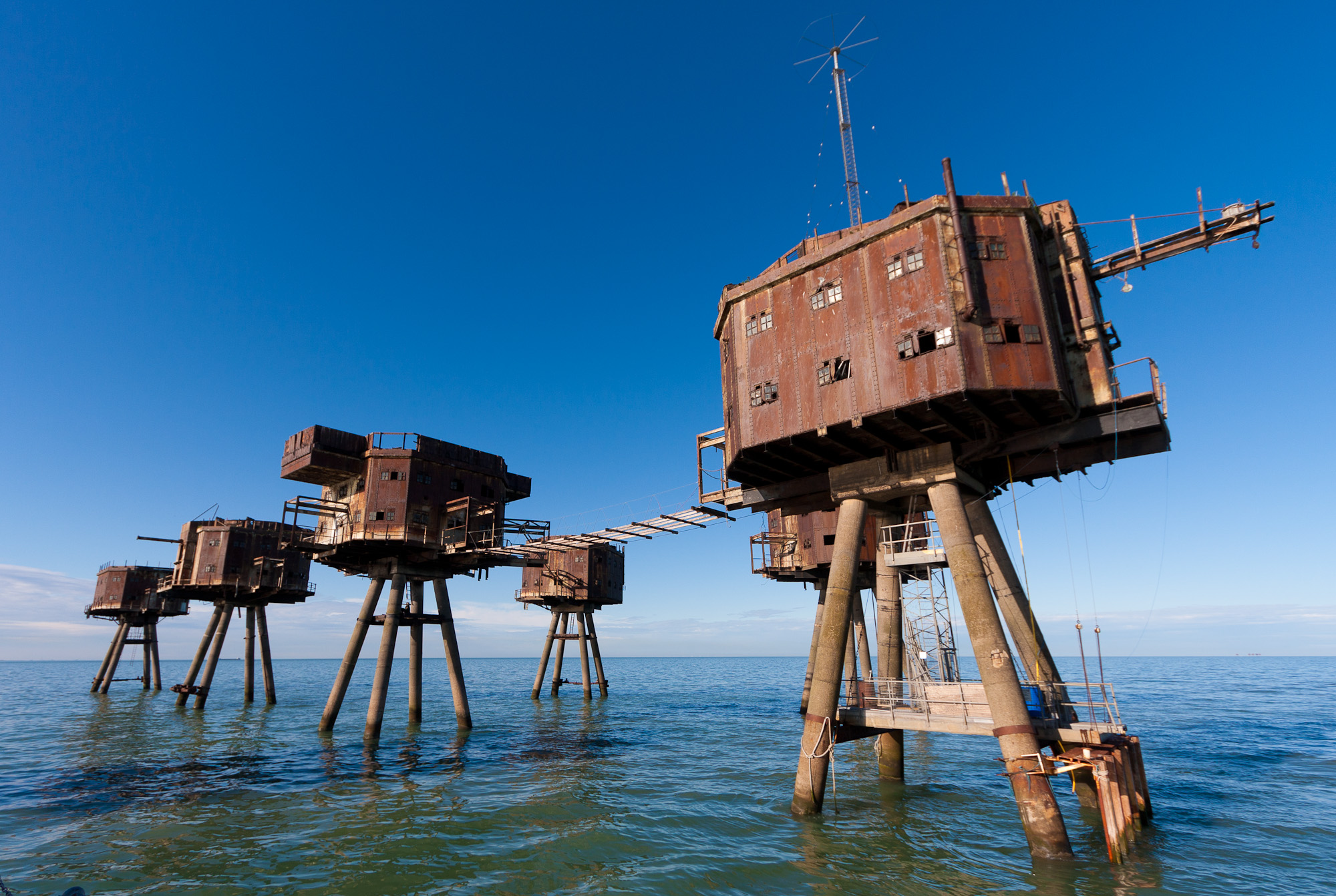
Army Fort Red Sands
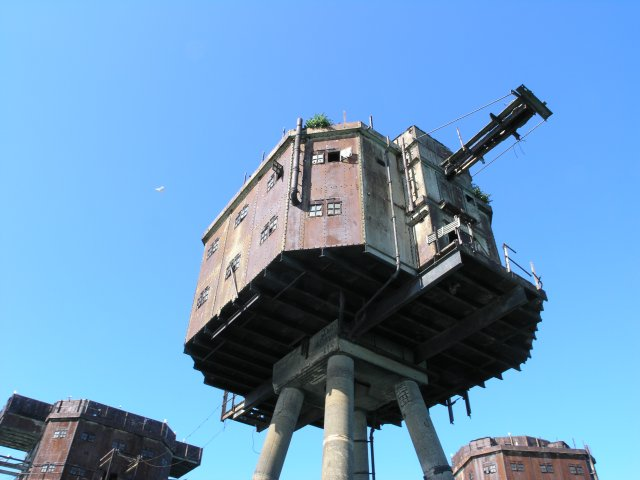
Close-up

## Wapenfeiten en afloop
Alle forten werden gebouwd op de Red Lion Wharf in droogdok. Tot een maand na het einde van de oorlog waren ze in opperste staat van paraatheid. De forten in de Theemsmonding vernietigden gedurende de oorlog in ieder geval een Schnellboot, 22 vliegtuigen en 31 V1-bommen.
Na de oorlog werden de zeeforten niet meer gebruikt. Op 14 juni 1945 werden de werkzaamheden stilgelegd en werd de bemanning tot een wacht teruggebracht. Tot eind jaren 50 werden de forten stuk voor stuk afgestoten. De inventaris werd afgevoerd en de bewapening gedemonteerd.

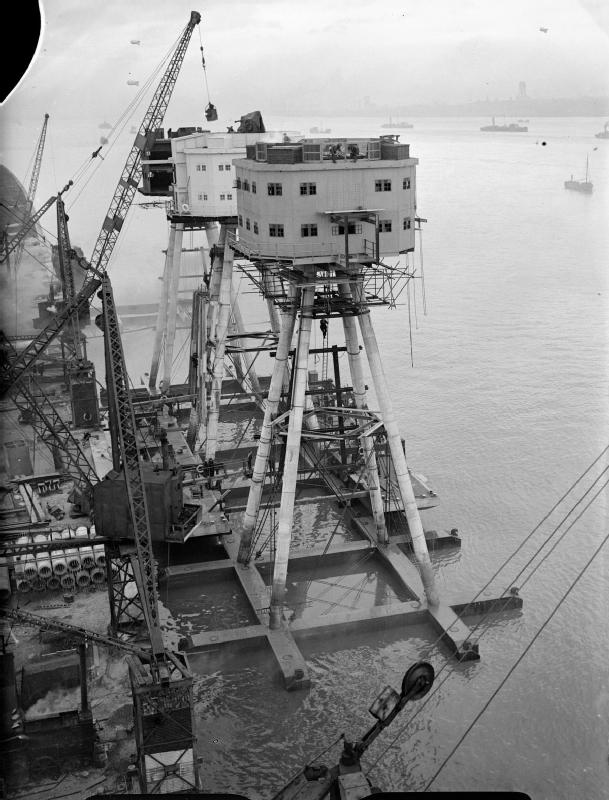
De bouw van de forten
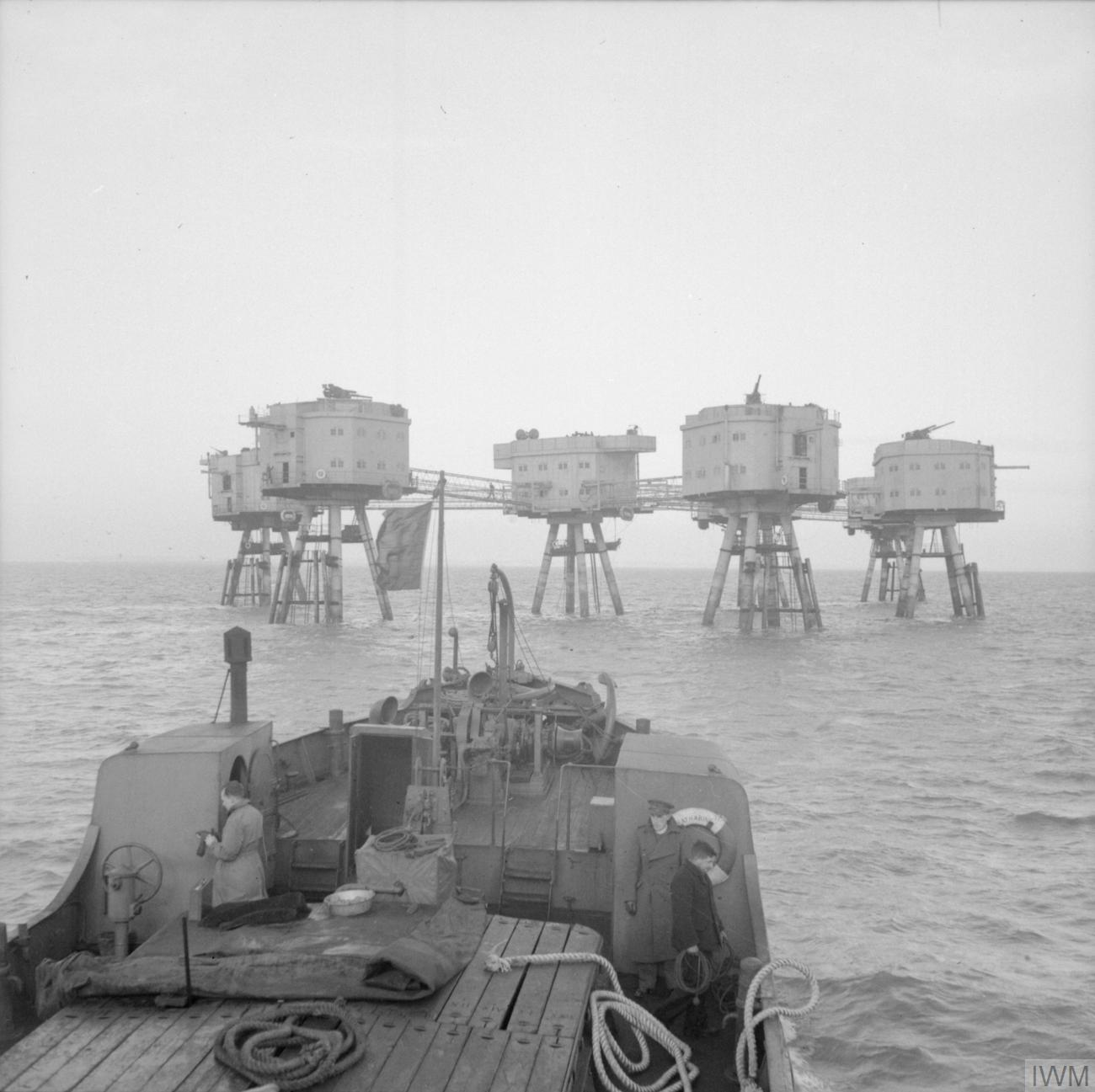
Een bevoorradingsschip nadert de forten
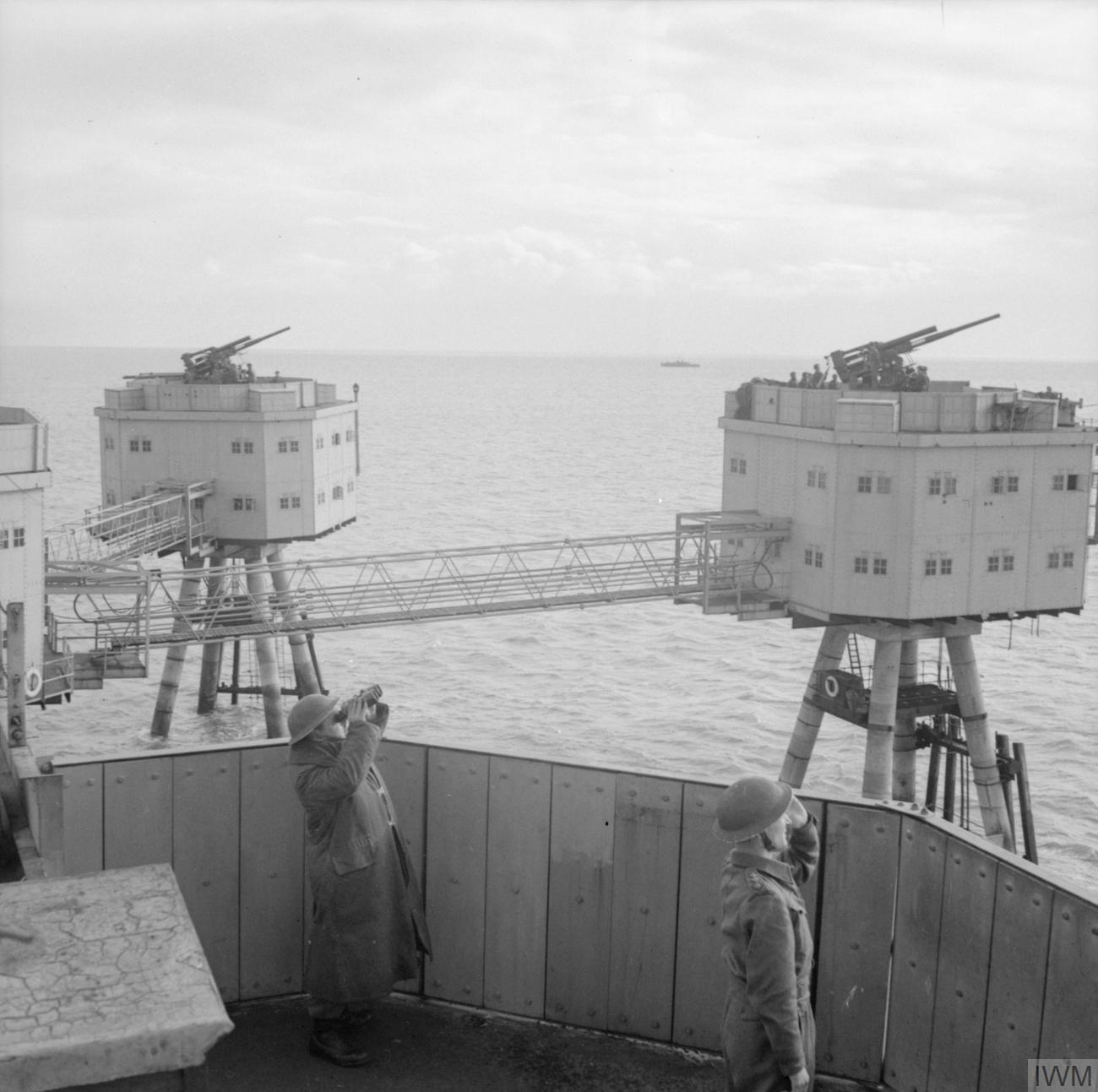
Zicht op het afweergeschut

## Na de oorlog

### Ongelukken

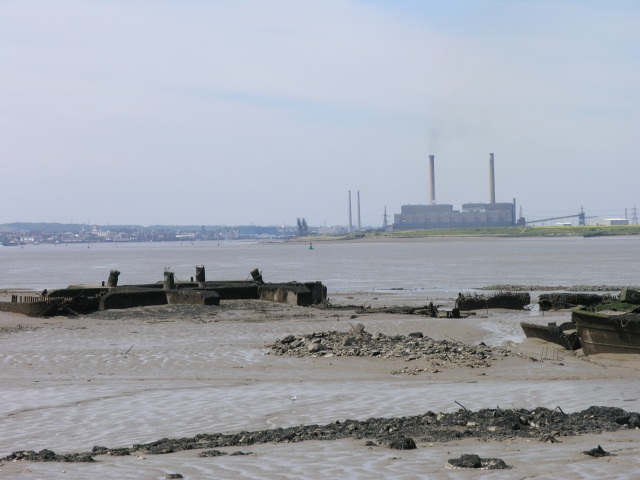
Op de voorgrond de overblijfselen van het voormalige Nore Army Fort

In de jaren na de oorlog gingen verschillende forten verloren:
- Op 1 maart 1953 werden twee torens van "(U5) Nore" door een botsing met het Zweedse schip Baalbeck beschadigd. Toen in 1954 de Mairoula M op dezelfde plaats ook in botsing kwam werden de overgebleven torens aangemerkt als gevaar voor de scheepvaart. Tot 1960 werden de overblijfselen gedemonteerd en versleept naar de Alpha Wharf in Kent, waar ze nog steeds te zien zijn. De betonnen funderingen werden grotendeels opgeblazen.
- Op 7 juni 1963 botste de coaster Ribersborg op het fort Shivering Sands, waardoor een geschuttoren werd beschadigd.
- Sunk Head werd in de jaren 60 afgebroken, kort nadat Rough Sands bezet werd. Waarschijnlijk om bezetting van dit fort te voorkomen.
- Tongue Sands stortte in 1996 tijdens een storm in, nadat het al lange tijd beschadigd was.

### Radiopiraten
Van 1964 tot 1967 bezetten meerdere piratenzenders de verlaten forten:
- Op 27 mei 1964 startte Screaming Lord Sutch van de band The Savages Radio Sutch op een van de torens van Shivering Sands.
- Vanaf Red Sands zond Radio Invicta later omgedoopt tot KING Radio uit. Hierna bracht Ted Allbeury er het professionelere Radio 390 in de ether. Hij ontving in 1966 de filmploeg van de televisieserie Danger Man voor opnames van de aflevering "Not-so-Jolly Roger". Red Sands is momenteel privébezit.
- Een groep van radioamateurs begonnen Radio Tower op Sunk Head. De organisatie ging echter om financiële redenen na een paar maanden alweer ter ziele.
- Paddy Roy Bates veroverde Knock John op de organisatie achter Radio City en begon vanaf oktober 1965 met het uitzenden van Radio Essex, later omgedoopt tot Britain's Better Music Station (BBMS). De uitzendingen duurden tot 25 december 1966.
- Vanaf 1967 bezetten Bates' medewerkers van Radio Essex het fort Roughs Tower. Hierop stichtte Bates het vorstendom Sealand.

### Toekomst
Het project Seatribe probeert sinds 2004 de overgebleven forten, die dreigen te worden afgebroken, te redden en te restaureren/ Het eerste resultaat was te zien in 2005 toen het project genoeg geld binnen had gehaald voor een nieuwe ladder en laadplatform. In 2010 is er ook een nieuwe brug geplaatst tussen de commando- en de artillerietoren.

### Trivia
- In 1996 maakte de Britse danceact Spooky een korte film bij hun album Found Sound waarin de forten een belangrijk deel van het decor zijn.
- In 2009 werden de forten gebruikt voor een videoclip van het lied Invaders must die van The Prodigy.

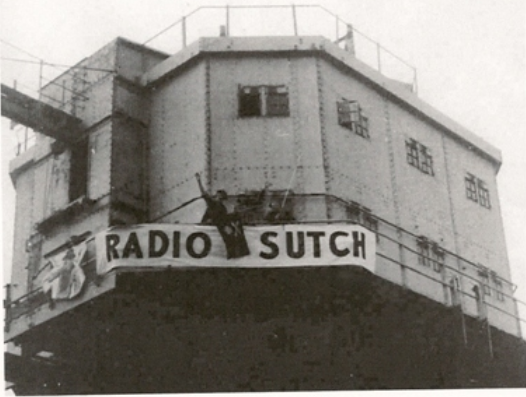
Radio Sutch op Shivering Sands
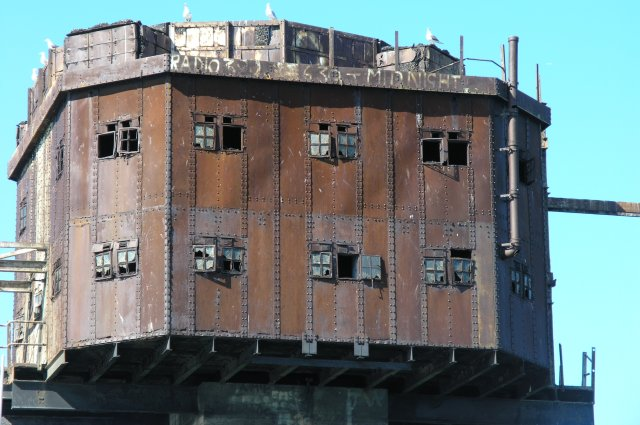
Radio 390, nog net zichtbaar op Red Sands